# Mattias Desmet
Mattias Desmet, född 1976, är professor i klinisk psykologi vid universitetet i Gent i Belgien.

## Biografi
Desmet har en doktorsexamen i psykologi och en masterexamen i statistik; hans specialisering är psykoanalys. 
Under coronakrisen uttalade sig Desmet mot de omfattande åtgärderna, vilka han beskrev som ett steg i riktning mot totalitarism. Sin syn på de bakomliggande psykologiska orsakerna till många staters drastiska coronapolitik sammanfattade han 2021 i verket De psychologie van totalitarisme; det utkom i svensk översättning 2024 (Totalitarismens psykologi) på Bokförlaget Augusti.